# Église Saint-Martin de Monthenault
L'église Saint-Martin est une église située sur le territoire de la commune de Monthenault, dans le département de l'Aisne, en France.

## Historique

### L'ancienne église
Dans sa monographie de 1884, déposée aux Archives départementales, Mr Charon donne une description exhaustive de cette église. on y lit notamment  Une inscription placée au-dessus de la plus petite porte d'entrée, porte la date de 1677...Dimensions 19 m de long, 5,60 m de large et 5,35 de hauteur...C'est simplement un bâtiment formé de 4 murs... 5 petites baies, 2 au sud et 3 au nord éclairent l'édifice...La nef est terminée par un simple pignon à l'ouest dans laquelle est pratiquée le grand portail accessible par un escalier à 9 degrés...

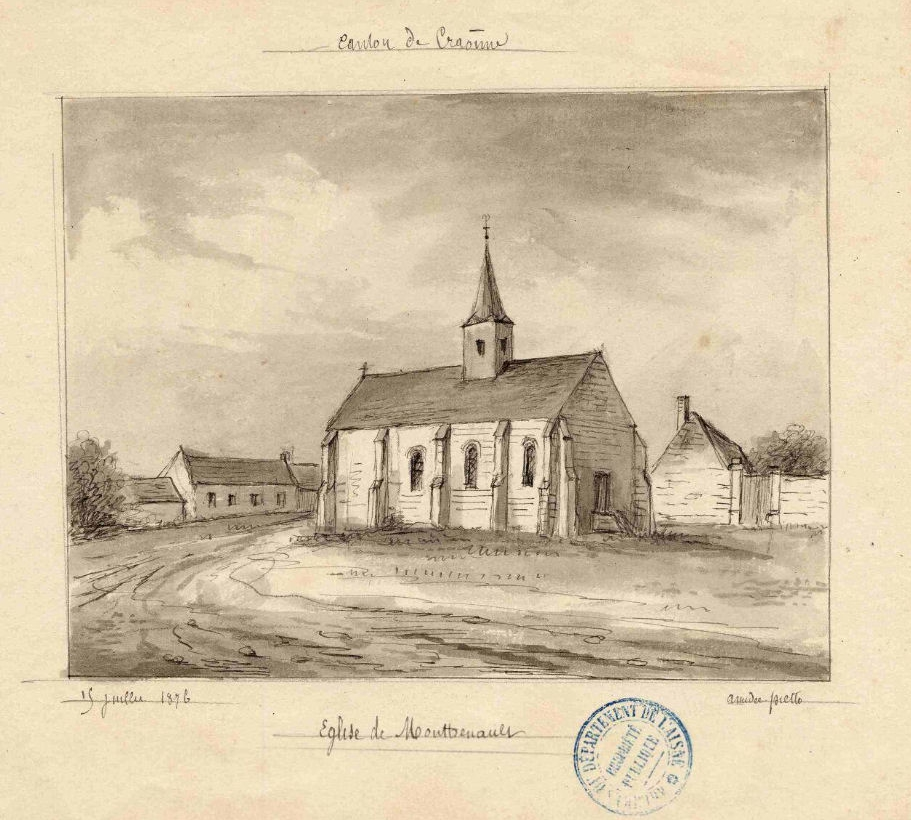
Gravure de l'église en 1876.
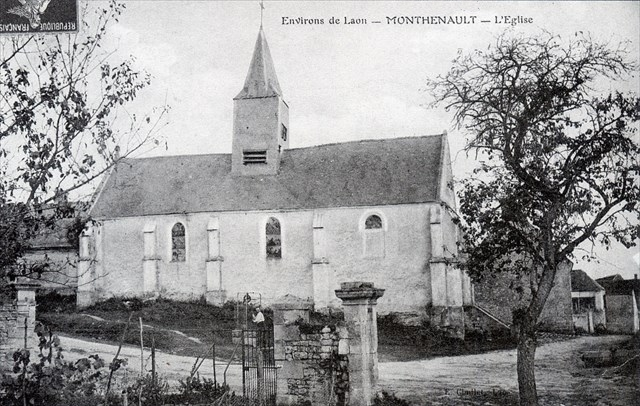
L'église avant 1914.

### La destruction

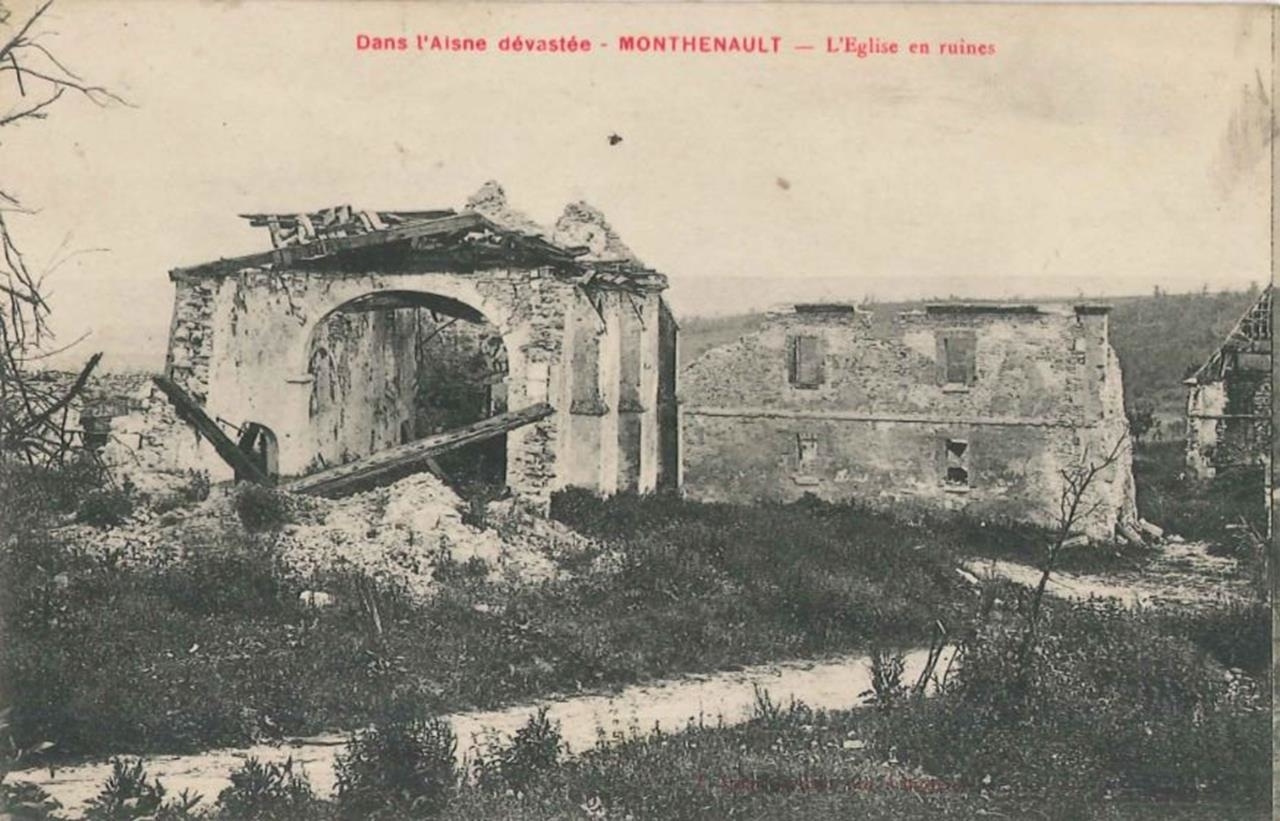
L'église en ruines en 1918.

Située à proximité de la ligne de front tout au long de la guerre, l'église qui subit de nombreux bombardements, fut complètement détruite.

### L'église actuelle
L'église Saint-Martin de Monthenault  a été bâtie en 1932 sur les plans de l'architecte Albert-Paul Müller. Elle présente un plan sous la forme d'un T renversé. Le clocher à gauche et la chapelle des fonts à droite encadrent le narthex. Les vitraux sont l'œuvre du verrier Louis Barillet, grand prix des expositions de Notre-Dame de Paris en 1937 et de Bruxelles en 1958. Les décors intérieurs ont été mis en forme par le peintre Eugène Chapleau, auteur de fresques religieuses. Les trois artistes, humanistes et visionnaires, ont confié la réalisation du bas-relief de l'entrée à des élèves de l'école nationale des beaux-arts. 
À l'intérieur de cette église Saint-Martin on découvre une pierre tombale de Jean de Chambly, elle témoigne de l'implantation d'une seigneurie qui donna l'un des fondateurs croisés et templier, un conquérant du Canada à l'origine de la création de la ville de Chambly, un combattant au côté de Saint Louis[réf. nécessaire].
L'église est protégé par une inscription au titre des Monuments historiques le 11 juin 2001, puis classé le 25 janvier 2025.

## Galerie de photographies

Sélection de vues de l'église
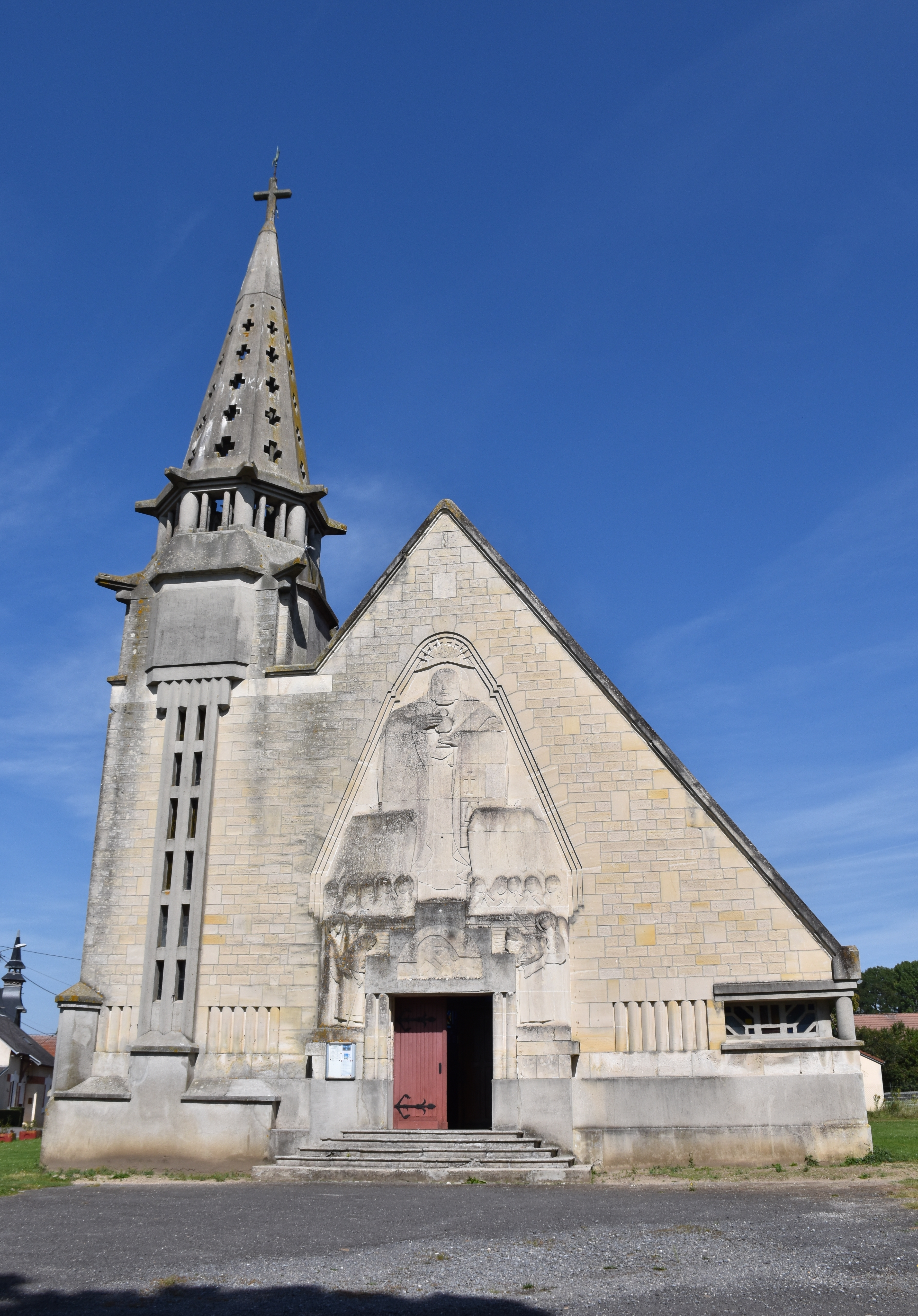
La façade avant et le portail.
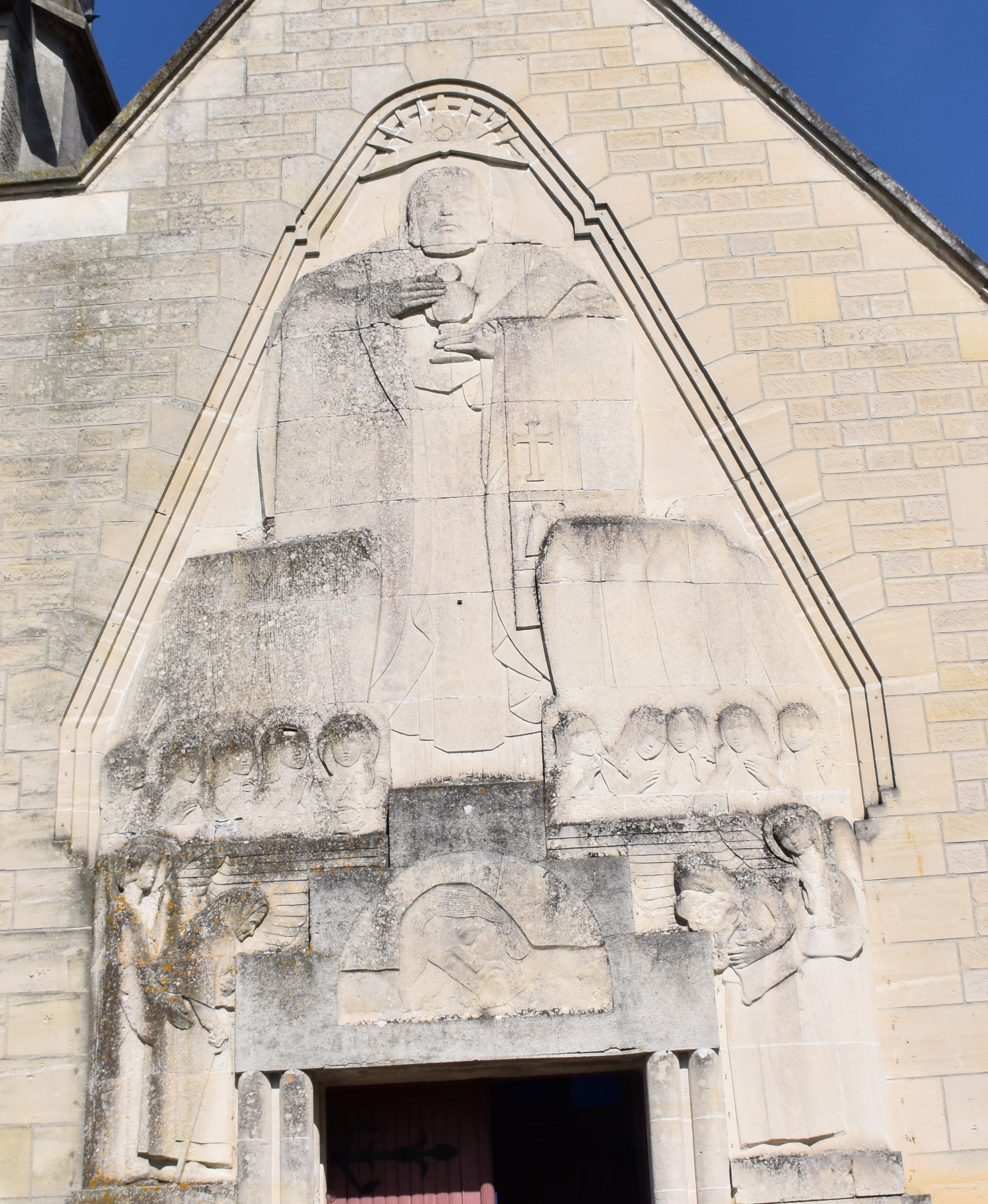
Le haut du portail.
Le côté est de la nef.
Le clocher sur le côté ouest de la nef.
Le côté ouest du chevet.